# Lauritzen Fonden
Lauritzen Fonden (tidl. JL-Fondet) Lauritzen Fonden blev oprettet af brødrene Ivar og Knud Lauritzen og deres søster, Anna Lønberg-Holm, i 1945 i forbindelse med 50-året for starten af Dampskibsselskabet ’Vesterhavet’. 
Lauritzen Fonden er en erhvervsdrivende fond, der yder støtte til almennyttige aktiviteter. Erhvervsaktiviteterne favner datterselskaberne J. Lauritzen, DFDS og investeringsselskabet LF Investment. Fonden har en samlet formue på ca. 5,9 mia. kr. og årligt uddeles omkring 35 mio. kr. til almennyttige formål – særligt rettet mod udsatte børn og unge. Fonden har til formål at sikre videreførelsen af virksomhederne, samt at støtte udvikling af dansk søfart, herunder forskning til uddannelse, forskning og organisationer, der fremmer søfart. Endvidere støtter fonden kultur. Siden 1993 har fonden uddelt Lauritzen-prisen til to skuespillere årligt.
Formand for fondens styrelse er Jens Ditlev Lauritzen og næstformand er Erik G. Hansen. Flere medlemmer af bestyrelsen er bl.a. Tidligere erhvervs- og økonomiminister Bendt Bendtsen er menigt medlem.